# Un uomo per tutte le stagioni (film 1966)
Un uomo per tutte le stagioni (A Man for All Seasons) è un film del 1966 diretto da Fred Zinnemann, tratto dall'opera teatrale di Robert Bolt, adattata per il cinema dallo stesso autore, vincitore di sei Premi Oscar, tra cui quelli per il miglior film e il miglior regista.
L'attore shakesperiano Paul Scofield, già protagonista dell'originale produzione teatrale del 1960 presentata nel West End londinese e della produzione presentata l'anno successivo a Broadway, che gli valse il Tony Award, riprese il fortunato ruolo in questa versione cinematografica ottenendo un altrettanto grande successo, dimostrato dagli svariati riconoscimenti ricevuti, tra cui l'Oscar, il Golden Globe e il BAFTA.

## Trama
Nell'Inghilterra del Cinquecento Thomas More, filosofo illuminato e uomo integerrimo, si rifiuta di accondiscendere al re Enrico VIII che vuole divorziare dalla moglie, Caterina d'Aragona, per sposare Anna Bolena. La prima parte del film è ambientata nel 1529. Il cardinale Thomas Wolsey, Lord Cancelliere d'Inghilterra, convoca Thomas More ad Hampton Court per chiedergli collaborazione nel risolvere il problema del divorzio del sovrano dalla prima moglie. More è incline ad avviare una trattativa diplomatica con la Santa Sede per ottenere un annullamento, ma Wolsey vuole accelerare i tempi, facendo pressione sulla Chiesa, in particolare agendo sulla tassazione dei suoi possedimenti in terra inglese. More rifiuta la proposta del cardinale e torna a casa.
All'uscita dal palazzo riceve una serie di suppliche relative a casi giudiziari discussi nel tribunale di cui è presidente. Nell'occasione dimostra notevole integrità morale, rifiutando regali e tentativi di corruzione. Tiene per sé solo un calice d'argento, di cui cerca di disfarsi durante il ritorno in barca verso Chelsea. Giunto a casa, trova il giovane Richard Rich, un intellettuale scaltro e ambizioso, ansioso di ottenere una raccomandazione da Sir Thomas per avviare la sua carriera politica. More, conoscendone l'indole, lo ritiene inadatto e gli suggerisce la carriera accademica. Thomas afferma che la politica sottopone gli uomini ai ricatti e alla corruzione, e mostra a Rich il calice d'argento. Rich lo terrà per sé, con la scusa di venderlo e di comprarsi un vestito nuovo.
Thomas incontra il fidanzato della figlia Margaret, William Roper, con cui ha un acceso confronto, e gli impedisce di frequentare la figlia fino a che non avrà ritirato l'appoggio alle tesi di Martin Lutero. Pochi mesi dopo il cardinale Wolsey, accusato di alto tradimento, viene sostituito come Lord Cancelliere da More, e muore mentre viene condotto prigioniero nella Torre di Londra. Nonostante le insistenze del sovrano, More non intende cedere sul divorzio, confutando abilmente le argomentazioni teologiche proposte da Enrico VIII.
Nel frattempo Thomas Cromwell, segretario di Wolsey, trama contro More per prenderne il posto e decide di sfruttare le ambizioni del giovane Rich. Nel 1532, incapace di reggere il confronto con il re, More si dimette da Lord Cancelliere. Il suo successore Cromwell, insieme all'arcivescovo Thomas Cranmer, assecondano i desideri di Enrico VIII, facendo approvare l'Atto di Supremazia e approvando le seconde nozze con Anna Bolena. More, per non compromettersi, sceglie di ritirarsi dalla vita politica e di non proferire parola su quanto accaduto. Il silenzio di More viene interpretato come un'opposizione al re. Dopo essersi rifiutato di prestare giuramento di fedeltà a Enrico VIII in quanto Capo della Chiesa, More viene arrestato e rinchiuso nella Torre. More si difende brillantemente dalle accuse che gli vengono rivolte, ma viene condannato per lo spergiuro di Rich, che in cambio riceve da Cromwell la carica di Procuratore Generale del Galles. Il film si conclude con l'esecuzione di Sir Thomas, "fedele servitore del re, ma prima di Dio".

## Curiosità
- Il titolo del film (così come la pièce teatrale sempre di Bolt) è ispirato a Robert Whittington, un contemporaneo di More, che nel 1520 scrisse di lui:

"Thomas More ha l'intelligenza di un angelo e una singolare sapienza: / non ne conosco l'eguale. / Perché, dove trovare tanta dolcezza, umiltà, gentilezza? / E, secondo che il tempo lo richieda, una grave serietà o una straordinaria allegrezza: / un uomo per tutte le stagioni".
- Tale definizione di Whittington ha contribuito a consolidare l'immagine di More come massimo esempio di integrità morale, di uomo che rimane fedele ai propri principi e alla propria fede in qualunque circostanza pur adattandosi a essa, a "tutte le stagioni" appunto. Per questa definizione famosa, sia la pièce che il film ritraggono More come un eroe tragico, motivato da un'ardente fede cattolica, invidiato dai suoi rivali, profondamente amato dalla sua famiglia e rispettato dalla gente comune.

## Riconoscimenti
- 1967 - Premio Oscar
  - Miglior film a Fred Zinnemann
  - Migliore regia a Fred Zinnemann
  - Miglior attore protagonista a Paul Scofield
  - Miglior sceneggiatura non originale a Robert Bolt
  - Migliore fotografia a Ted Moore
  - Migliori costumi a Elizabeth Haffenden e Joan Bridge
  - Candidatura Miglior attore non protagonista a Robert Shaw
  - Candidatura Miglior attrice non protagonista a Wendy Hiller
- 1967 - Golden Globe
  - Miglior film drammatico
  - Migliore regia a Fred Zinnemann
  - Miglior attore in un film drammatico a Paul Scofield
  - Migliore sceneggiatura a Robert Bolt
  - Candidatura Miglior attore non protagonista a Robert Shaw
- 1968 - Premio BAFTA
  - Miglior film a Fred Zinnemann
  - Miglior film britannico a Fred Zinnemann
  - Miglior attore britannico a Paul Scofield
  - Miglior sceneggiatura britannica a Robert Bolt
  - Miglior fotografia a Ted Moore
  - Miglior scenografia a John Box
  - Migliori costumi a Elizabeth Haffenden e Joan Bridge
- 1967 - Directors Guild of America
  - Migliore regia a Fred Zinnemann e Don Kranze (Assistente Regista)
- 1966 - National Board of Review Award
  - Miglior film
  - Migliore regia a Fred Zinnemann
  - Miglior attore protagonista a Paul Scofield
  - Miglior attore non protagonista a Robert Shaw
  - Migliori dieci film
- 1966 - New York Film Critics Circle Award
  - Miglior film
  - Miglior regista a Fred Zinnemann
  - Miglior attore protagonista a Paul Scofield
  - Miglior sceneggiatura a Robert Bolt
  - Candidatura Miglior attrice protagonista a Wendy Hiller
- 1968 - Kansas City Film Critics Circle Award
  - Miglior attore protagonista a Paul Scofield
  - Miglior attore non protagonista a Robert Shaw
- 1967 - Laurel Award
  - General Entertainment
  - Candidatura Miglior performance maschile a Paul Scofield
  - Candidatura Miglior attrice non protagonista a Wendy Hiller
- 1967 - Moscow International Film Festival
  - Miglior attore protagonista a Paul Scofield
  - Menzione Speciale a Fred Zinnemann
  - Candidatura Grand Prix a Fred Zinnemann
- 1968 - Writers' Guild of Great Britain
  - Migliore sceneggiatura a Robert Bolt

Nel 1999 il British Film Institute l'ha inserito al 43º posto della lista dei migliori cento film britannici del XX secolo.

## Collegamenti con altre opere
La pièce teatrale di Robert Bolt ha avuto nel 1988 un omonimo adattamento televisivo, diretto ed interpretato da Charlton Heston.